# 油井川
油井川（ゆいがわ）は、福島県二本松市を流れる河川であり、一級水系阿武隈川水系の一次支流である。

## 地理
福島県二本松市北西部、安達太良山北麓部の市内塩沢地区の山中を水源とし東へ流れ、油井地区を貫き轟川と合流したのちに阿武隈川に注ぐ。指定区間流路延長は18.761Km。塩沢温泉付近から上流の源流部は湯川と呼ばれ、霜降の滝、八幡滝、三階滝、天狗岩など景勝を持つ湯川渓谷が広がる。概ね福島県道354号安達太良山線に沿って平野部へ至る。

## 流域の自治体
福島県
- 二本松市

## 主な支流
- 轟川
- 湯川

## 主な橋梁
下流より記載
- 油井川橋(福島県道117号二本松川俣線）
- 油井高架橋（国道4号福島南バイパス）
- 油井川橋梁（JR東北本線
- 濡石橋（福島県道191号安達停車場線）
- 昭和橋（福島県道114号福島安達線）
- 福岡橋（福島県道129号二本松安達線）
- （福島県道354号安達太良山線）
- 油井川橋（東北自動車道）
- （国道459号）

## 周辺
- 湯川渓谷
- 塩沢温泉
  - 二本松塩沢スキー場
- 東北サファリパーク
  - エビスサーキット
- ささや親水公園
- てっせんさぼう公園
- 二本松市立塩沢小学校
- 二本松市役所安達支所